# Djougou
Djougou is een stad en gemeente in het noordwesten van Benin. Het is de hoofdstad van het Beninse departement Donga. Met ruim bijna 270.000 inwoners (2013) is het de vierde stad van het land. De stad ligt op 461 kilometer van Cotonou en ongeveer 40 kilometer van de grens met Togo.
De gemeente Djougou omvat een oppervlakte van 3966 km² en is opgedeeld in twaalf arrondissementen:
- Barei
- Bariénou
- Bougou
- Bélléfoungou
- Djougou I
- Djougou II
- Djougou III
- Kolokondé
- Onklou
- Patargo
- Pélébina
- Sérou

## Geografie
Djougou ligt aan de rand van het Atakoragebergte (Togogebergte) en is heuvelachtig. Het landschap bestaat vooral uit bossavanne. Ongeveer 30% van de oppervlakte bestaat uit landbouwgrond. De belangrijkste rivieren zijn de Donga, de Affon, de Monmongou en de Doninga.
Djougou heeft een klimaat met een droog seizoen (van midden oktober tot midden april) en een regenseizoen.

## Bevolking

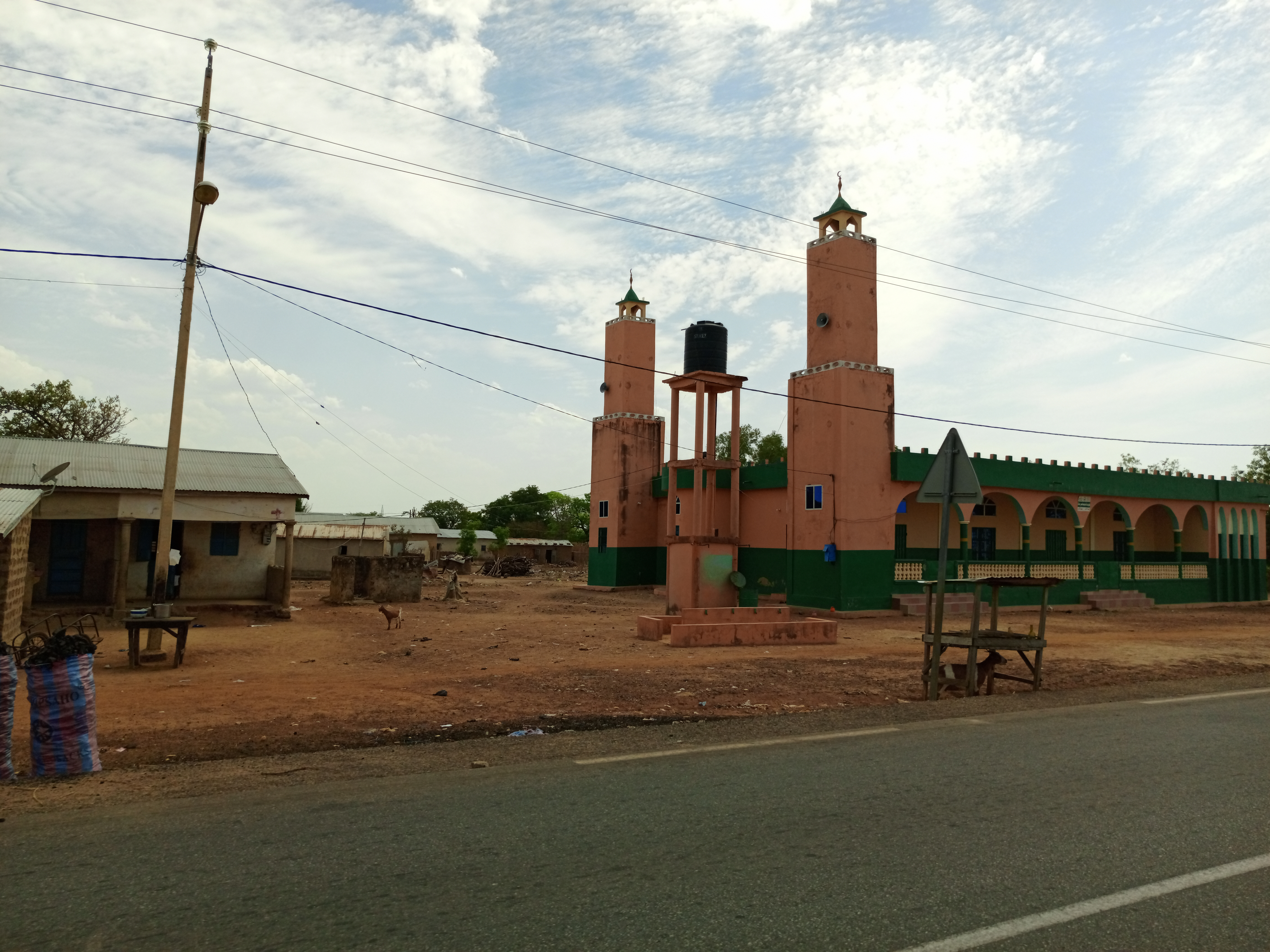
Moskee

De gemeente Djougou telt 267.812 inwoners (2013). De bevolking bestaat voornamelijk uit Lokpa (51%). Verder leven er Dendi en Fulbe en kleinere groepen Ditamari, Bariba, Fon, Adja en Yoruba.
De bevolking bestaat religieus gezien vooral uit aanhangers van de islam (72%) en het animisme. 8% van de bevolking is katholiek en sinds 1995 is de stad de zetel van het bisdom Djougou.
Opm: Bevolkingscijfers in duizendtallen
Bron: Djougou: Commune in Benin; 1979-2013: volkstellingen
Bron: Institut National de la Statistique Benin; 2013: volkstelling

## Economie
De landbouw is de belangrijkste economische sector, gevolgd door de handel. Djougou vormt een marktstad voor de omliggende regio.

## Geschiedenis
In 1893 moest koning Kpétoni III van Djougou het gezag van de Duitse kolonisator aanvaarden. In 1899 werden de grenzen tussen Togo, Benin en Nigeria vastgelegd en kwam Djougou onder Frans bewind. Het koninkrijk Djougou bleef voortbestaan onder het koloniale bestuur en na de onafhankelijkheid van Benin maar de koning had enkel nog een ceremoniële functie.

## Partnersteden
- Évreux (Frankrijk)

## Geboren
- Abdoulaye Bio Tchané (1952), politicus

## Afbeeldingen

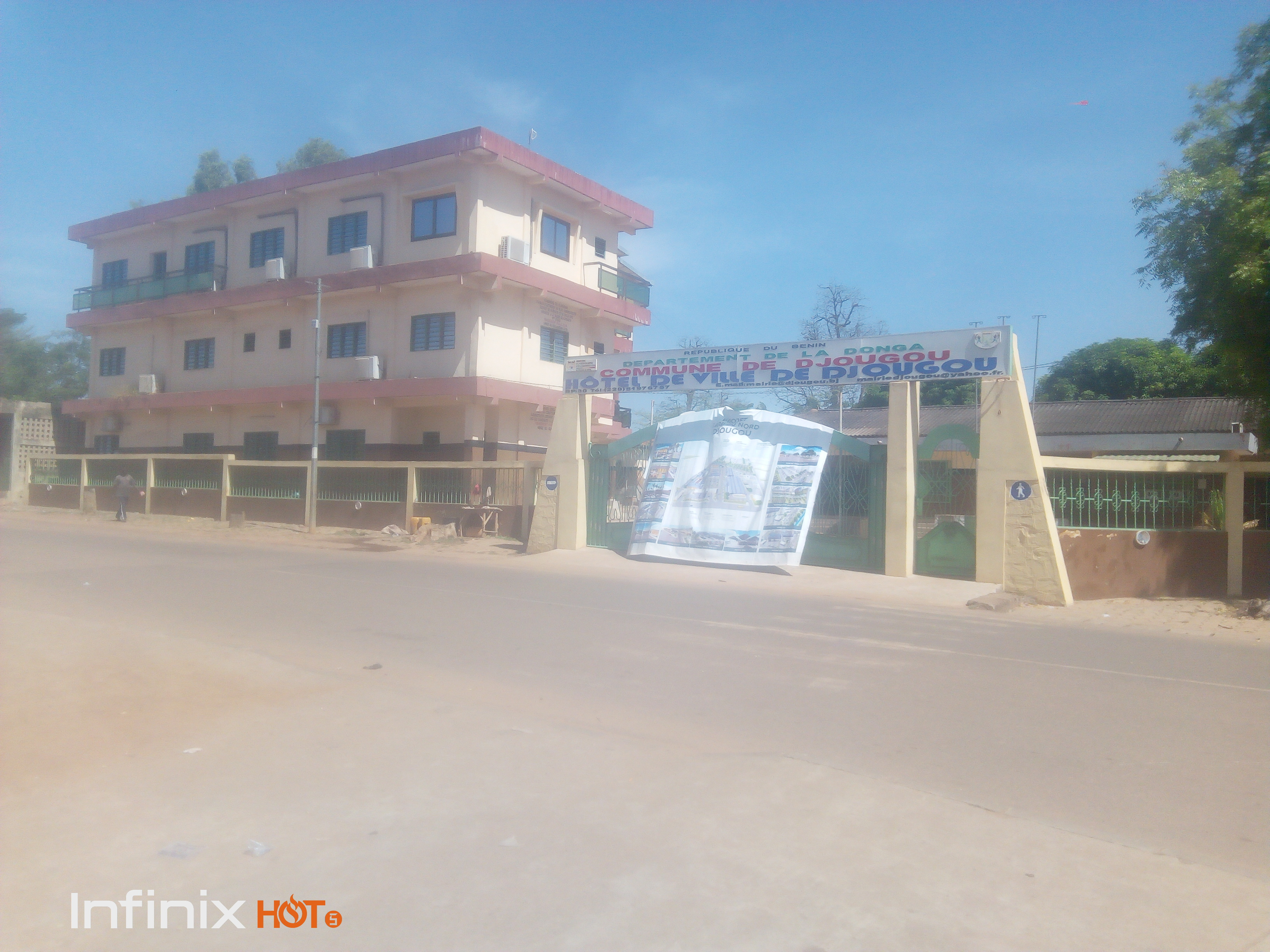
Gemeentehuis
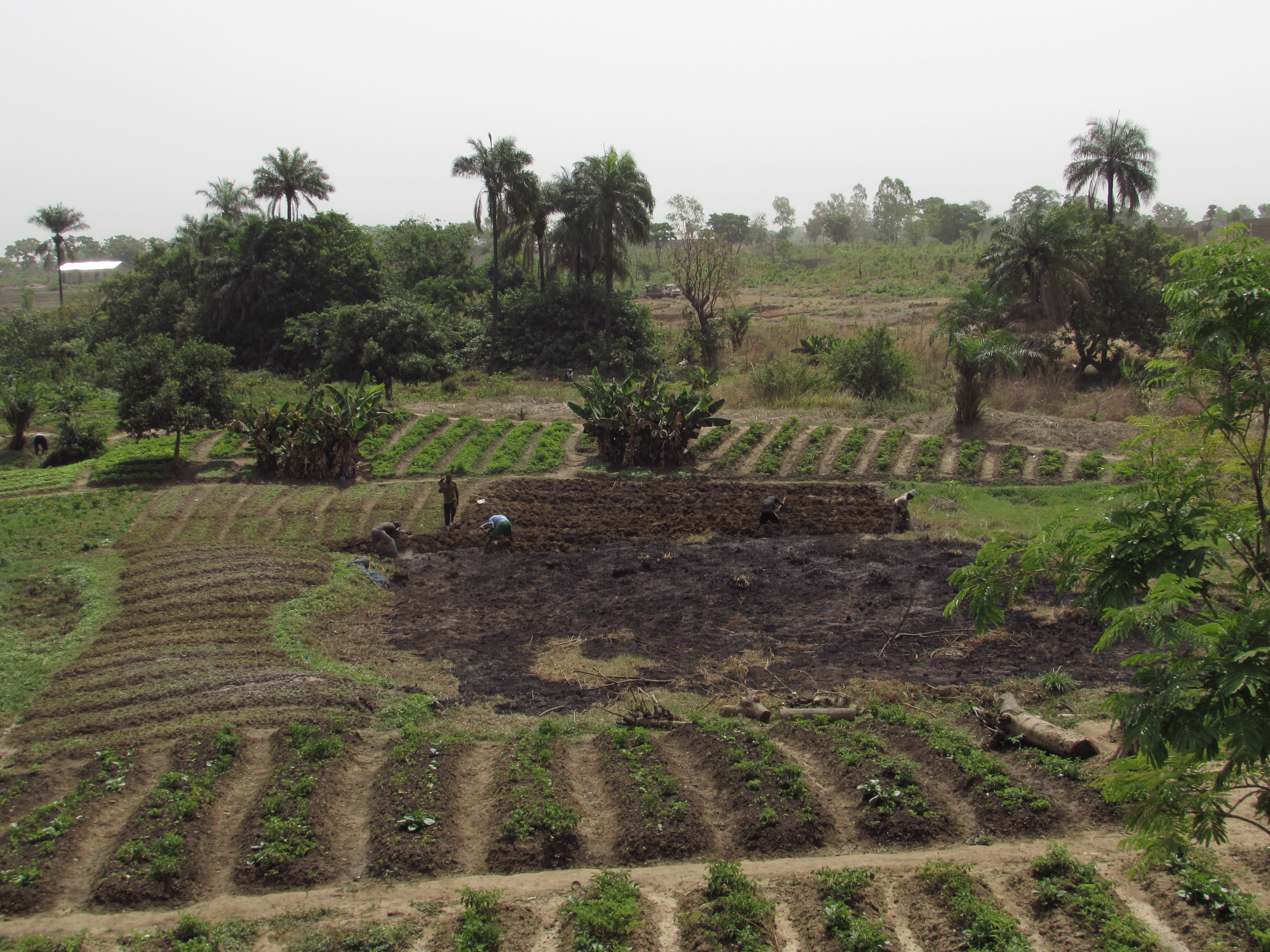
Landbouwgebied
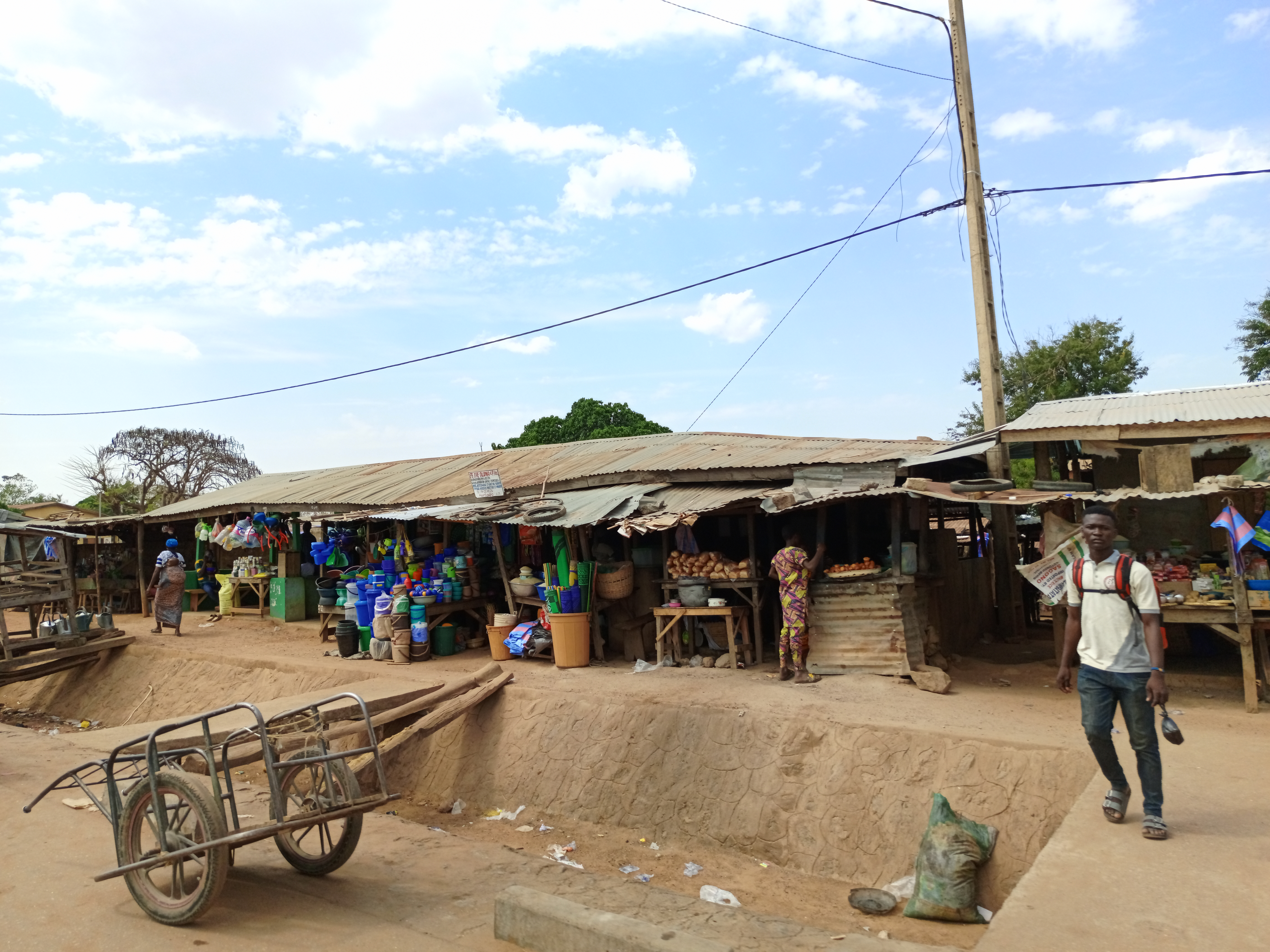
Markt van Patargo
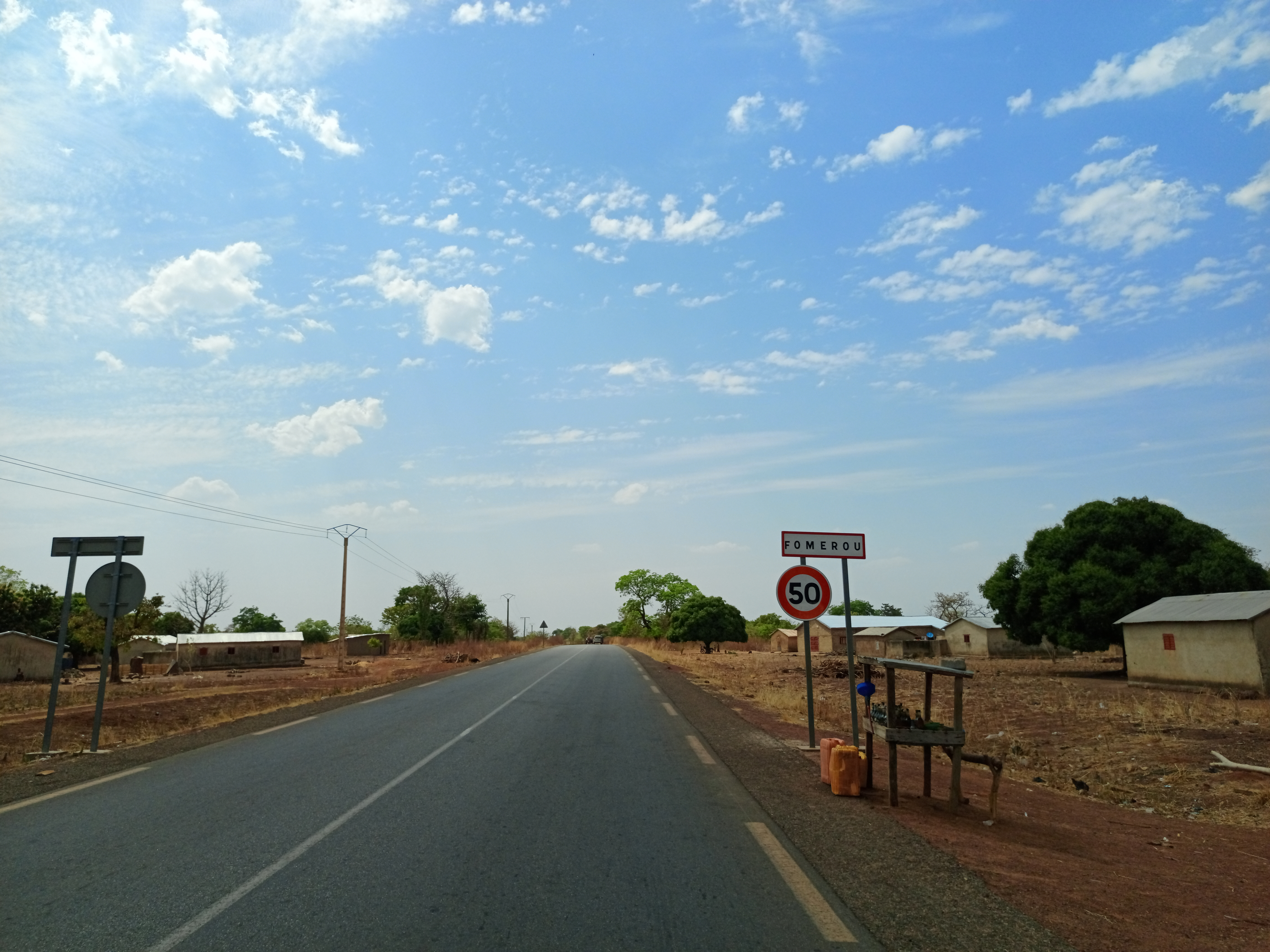
Asfaltweg
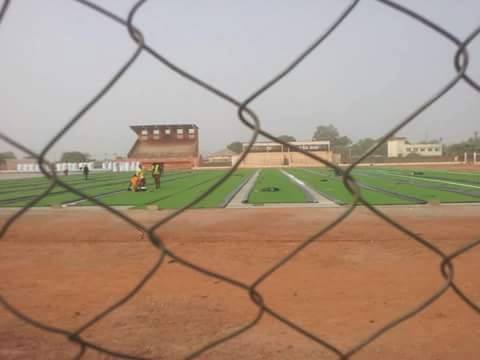
Sportstadion

- Bibliothèque nationale de France: cb135767964 (data)
- Library of Congress Control Number: n89146337
- Nationale Bibliotheek van Israël: 987007562592205171
- Virtual International Authority File: 137326490